# 麒麟の翼
『麒麟の翼』（きりんのつばさ）は、東野圭吾の書き下ろし推理小説である。

## 概要

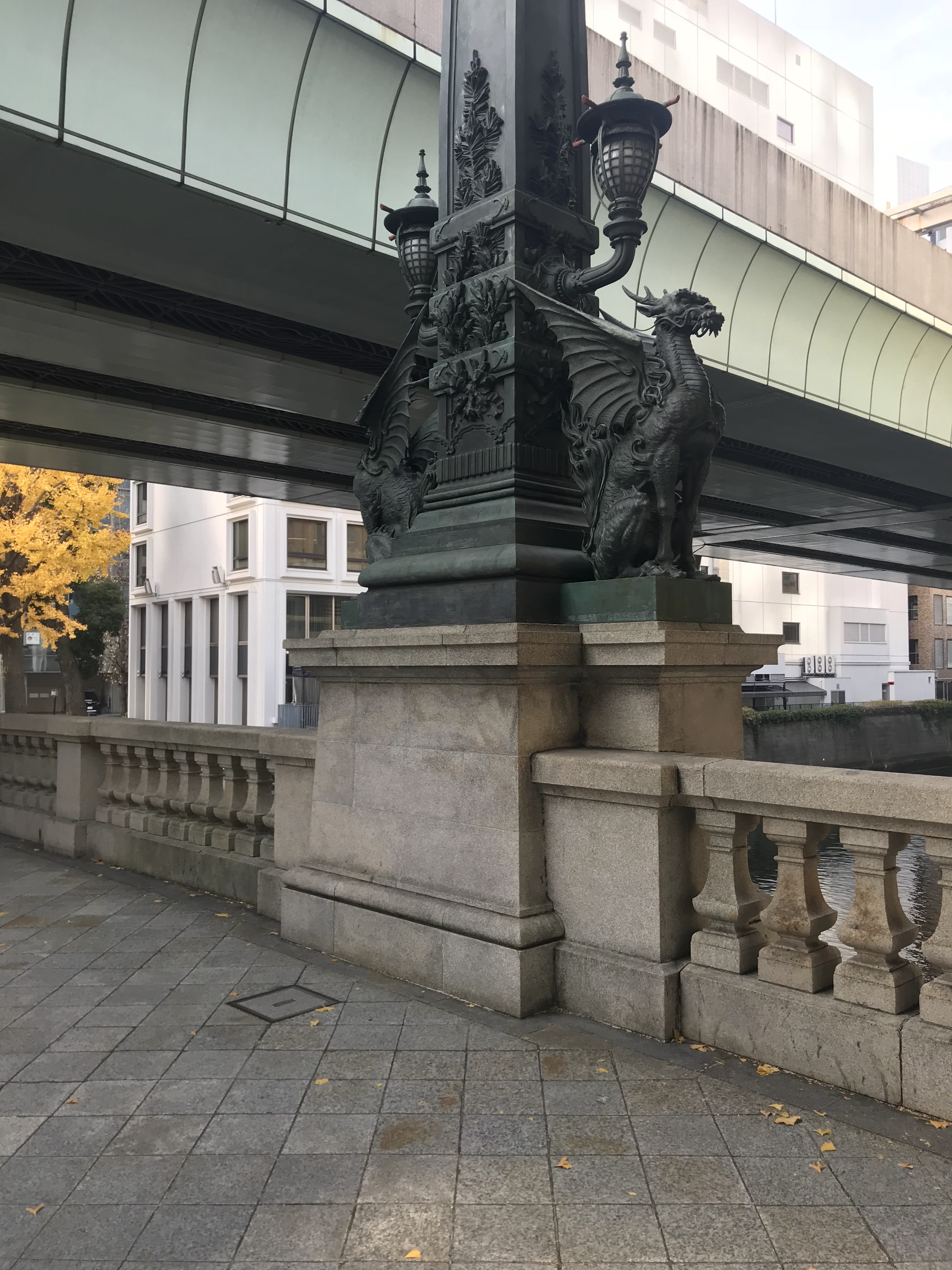
麒麟の像（2017年12月15日）

2011年3月3日に講談社より刊行され、2014年2月14日に講談社文庫より文庫版が発刊された。
加賀恭一郎シリーズの第9作目にあたる。家族のあり方について書いた『赤い指』と人情を描いた『新参者』の双方の要素を取り入れた作品となっている。
舞台は『新参者』と同じ日本橋。ここには五街道の起点であることから、「ここから羽ばたく」という意味を込め橋の中央に大きな翼を持った麒麟の像が設置されている。表題の「麒麟の翼」とはこの麒麟像を示すもので、物語における重要な意味をあらわしている。
作品のテーマは「悲劇からの希望と祈り」である。

## あらすじ

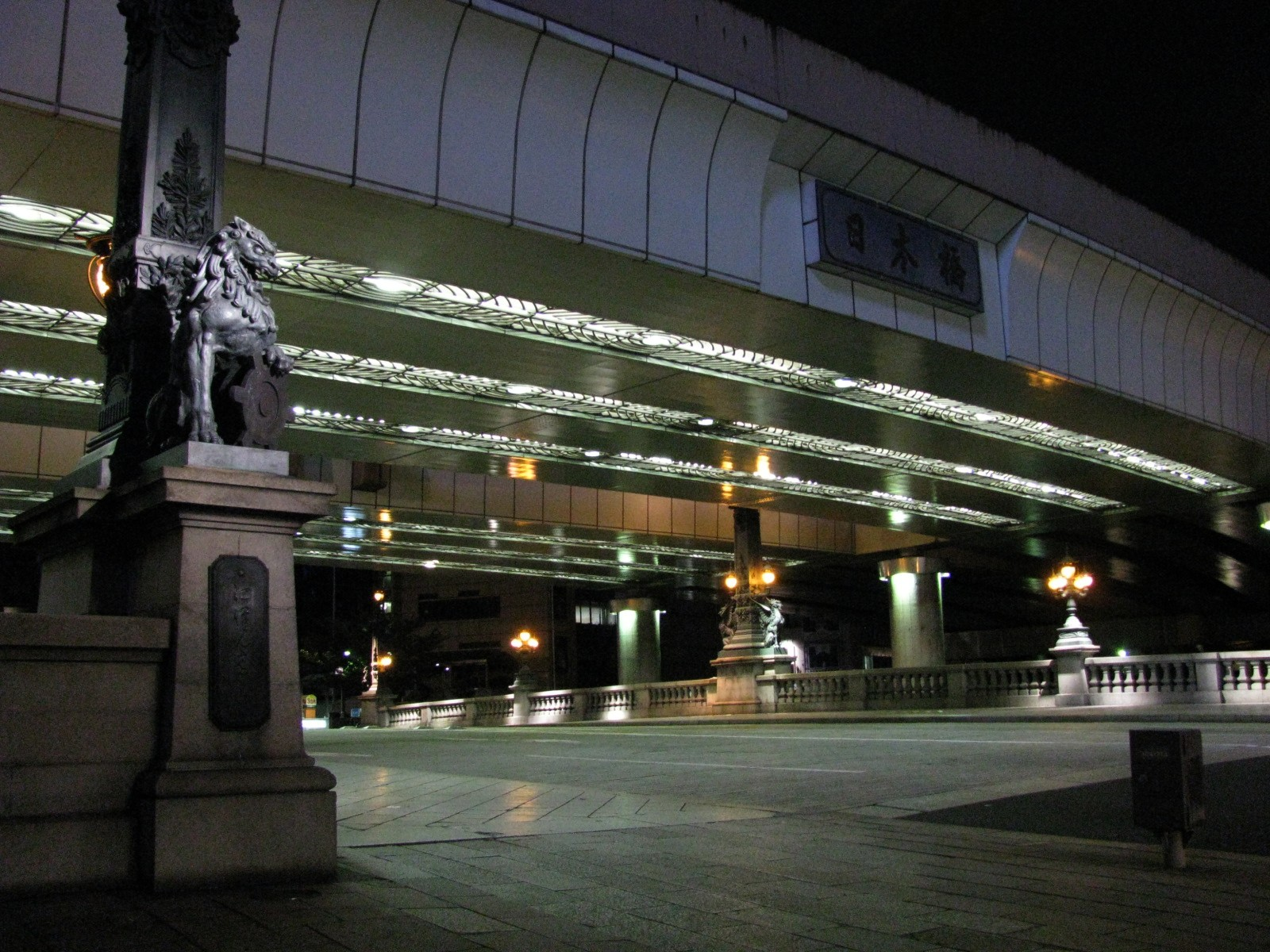
夜の日本橋

寒い夜のこと。日本橋の欄干に凭れかかる男を、巡査が目撃する。男の腹には、ナイフが深く突き刺さっていた。どうやら男は、瀕死の状態でここまで歩いてきて、力尽きたようだ。その後、男は病院で死亡する。
加賀と松宮も捜査に参画し、事件の捜査が始まった。そんな中、事件直後、若い不審な男が現場から逃走中にトラックにはねられ、昏睡状態に陥っていることが判明する。「彼が人殺しをするはずがない」と、恋人は強く否定するが、彼の持ち物からは、被害者のものと思われる財布と書類鞄が発見される。そして、被害者とのある関係が浮上したことから、警察は不審な男を犯人と断定し、裏付け捜査を進める。
一方、被害者が部長を務めていた会社で「労災隠し」が発覚し、その責任が被害者にあることが公になる。このことで、被害者家族は一転して世間や学校からのバッシングに晒されることになった。
果たして、若い男が犯人なのか。被害者はなぜ、瀕死の状態で日本橋まで歩いてきたのか。加賀と松宮は、その真相に挑む。

## 登場人物
青柳武明
日本橋の事件での被害者。建築部品メーカー「カネセキ金属」製造本部長。
青柳悠人
武明の息子。中学校時代に水泳部に所属していた。
中原香織
八島の恋人で同棲している。福島県出身で八島と一緒に養護施設で育った。
八島冬樹
日本橋の事件の容疑者。事故を起こし、意識不明の重体になる。かつて「カネセキ金属」に派遣されて働いていたことがある。しかしある出来事で契約を切られた。
青柳遥香
被害者の娘で悠人の妹。父親の死に対する周りの態度に悩まされている。
青柳史子
被害者の妻で悠人と遥香の母親。
杉野達也
悠人の友人。中学時代の水泳部仲間でもあり、高校も一緒である。
黒沢翔太
悠人の友人。中学時代の水泳部仲間。
糸川
悠人たちが中学時代の水泳部顧問。
小竹芳信
「カネセキ金属」工場長。
吉永友之
悠人たちが中学時代の水泳部の後輩。練習中の事故により一命を取り留めたが今も意識を戻していない。

## キャッチコピー
- ここから夢に羽ばたいていく、はずだった。

## 書誌情報
- 単行本：2011年3月3日発売[1]、 講談社、ISBN 978-4-06-216806-9
- 文庫本：2014年2月24日発売[3]、講談社文庫、ISBN 978-4-06-277766-7

## 映画
『麒麟の翼 〜劇場版・新参者〜』（きりんのつばさ げきじょうばん・しんざんもの）として映画化され、2012年1月28日公開。配給は東宝。
2010年4月期に放送された連続ドラマの日曜劇場『新参者』、ならびに2011年1月に放送されたスペシャルドラマ『東野圭吾ミステリー 新春ドラマ特別企画 赤い指〜「新参者」加賀恭一郎再び!』の続編にあたる。
全国377スクリーンで公開され、2012年1月28、29日の初日2日間で興収2億7640万8100円、動員21万7183人になり、映画観客動員ランキング（興行通信社調べ）で初登場第2位となった。

### キャスト
- 加賀恭一郎 - 阿部寛
- 中原香織 - 新垣結衣
- 松宮脩平 - 溝端淳平
- 青柳悠人 - 松坂桃李
- 吉永友之 - 菅田将暉
- 杉野達也 - 山﨑賢人
- 横田省吾 - 柄本時生
- 青柳遥香 - 竹富聖花
- 青柳史子 - 相築あきこ
- 黒沢翔太 - 聖也
- 安田巡査 - 中村靖日
- 藤江刑事 - 緋田康人
- 青山亜美 - 黒木メイサ（友情出演）
- 清瀬弘毅 - 向井理
- 加賀隆正 - 山﨑努（特別出演）
- 八島冬樹 - 三浦貴大
- 糸川肇 - 劇団ひとり
- 吉永美重子 - 秋山菜津子
- 小竹由紀夫 - 鶴見辰吾
- 岩井記者 - 志賀廣太郎
- 小林主任 - 松重豊
- 石垣刑事課長 - 北見敏之
- 金森登紀子 - 田中麗奈
- 青柳武明 - 中井貴一

### スタッフ
- 原作 - 東野圭吾『麒麟の翼』（講談社刊）
- 監督 - 土井裕泰
- 脚本 - 櫻井武晴
- 音楽 - 菅野祐悟
- 主題歌 - JUJU「sign」（作詞：牧穂エミ／作曲：川口大輔／編曲：松浦晃久）（ソニー・ミュージック アソシエイテッドレコーズ）
- エグゼクティブプロデューサー - 濱名一哉
- プロデューサー - 那須田淳、伊與田英徳、進藤淳一
- 撮影 - 山本英夫
- 美術 - 金勝浩一
- 照明 - 小野晃
- 録音 - 武進
- 編集 - 穂垣順之助
- 音響効果 - 谷口広紀
- 助監督 - 杉山泰一
- 記録 - 鈴木一美
- 製作担当 - 横原誠
- ラインプロデューサー - 橋本靖
- 音楽プロデュースエディット - 志田博英
- アソシエイトプロデューサー - 辻本珠子
- 協力 - 名橋「日本橋」保存会、三井不動産株式会社、人形町商店街協同組合、甘酒横丁商店会
- 制作会社 - フィルム フェイス
- 製作 - 映画『麒麟の翼』製作委員会（TBSテレビ、東宝、レプロエンタテインメント、毎日放送、電通、講談社、中部日本放送、RKB毎日放送、茂田オフィス、北海道放送、TBSラジオ&コミュニケーションズ）
- 配給 - 東宝

### 関連商品

#### フォトブック
- 麒麟の翼 劇場版・新参者 オフィシャル・フォトブック（マガジンハウス、2012年1月23日発売、ISBN 978-4-8387-2388-1）

#### Blu-ray
- 麒麟の翼〜劇場版・新参者〜 Blu-ray Disc（東宝、2012年7月27日発売、TBR-22251D）
- 麒麟の翼〜劇場版・新参者〜豪華版 Blu-ray Disc（東宝、2012年7月27日発売、TBR-22250D）

#### DVD
- 麒麟の翼〜劇場版・新参者〜 DVD（東宝、2012年7月27日発売、TDV-22253D）

## その他
- 2011年3月に発生した、東北地方太平洋沖地震に際して、本書の増刷分の印税を救援金として寄付する。